# Manuel Silva-Terra
Manuel Silva-Terra (Orvalho, 1955) é um poeta e editor português que fundou a editora Casa do Sul, que mais tarde passou a ser conhecida como Licorne.

## Biografia
Manuel Silva-Terra nasceu na Beira Baixa, em Orvalho, no dia 18 de Maio de 1955. 
Estudou Filosofia na Universidade de Coimbra. Reside em Évora com a família, onde é professor do ensino secundário.
Criou a Editora Casa do Sul, renomeada Editora Licorne, com destaque para o património (em colaboração com a Universidade de Évora, a cultura regional e a poesia.

## Livros publicados
Entre as suas obras encontram-se: 
- Fragmentos. Coimbra: Cadernos do 40, [198-].
- O céu é o deserto. Coimbra: Fenda, [198-].
- De limites(colab.). Coimbra: Fenda, [198-].
- Com a língua na orelha. Coimbra: Fenda, [199-].
- Exercício de fogo real. Évora: Ed. do autor, [199-].
- Os três primeiros cadernos. Évora: Casa do Sul, 1998.
- Livro da ignorância. Évora: Casa do Sul, [200-].
- Calafrio. Évora: Casa do Sul, [200-].
- Paisagens. Évora: Casa do Sul, [200-].
- Campos magnéticos. Évora:  Casa do Sul, 2003.
- Pai, não abra já essa porta. Évora: Casa do Sul, 2007.
- O que sobra. Évora: Casa do Sul, 2008.
- Lira. Évora: Licorne, 2009.

Como editor, organizou o volume:
- As cigarras vão morrer: haiku: uma antologia. Évora: Casa do Sul, 2008. [4]